# Jüdisches Filmfestival Berlin Brandenburg
Das Jüdische Filmfestival Berlin Brandenburg (JFBB), 1995 gegründet von Nicola Galliner, ist ein jüdisches Filmfestival in Deutschland, das zu den ältesten und größten jüdischen Filmfestivals in Europa gehört und das erste seiner Art in Deutschland war.

## Geschichte

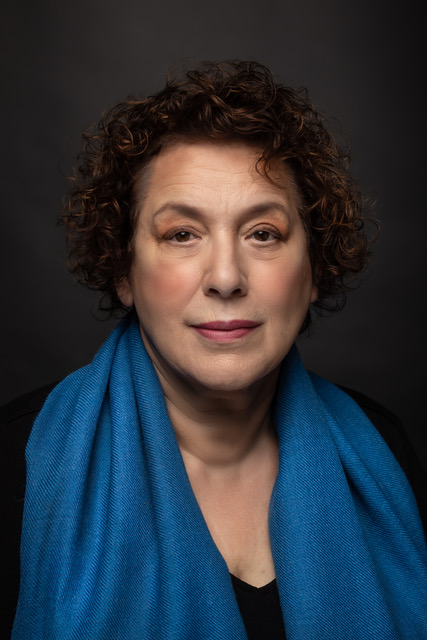
Nicola Galliner (2019)

Das Jüdische Filmfestival Berlin Brandenburg wurde 1995 von Nicola Galliner, im Rahmen der Kulturarbeit der Jüdischen Gemeinde Berlin, gegründet. Zusammengearbeitet wurde mit dem Kino Arsenal, in dem 1995 das erste Festival mit acht Filmen ausgerichtet wurde. Zum 25-jährigen Jubiläum des Festivals schrieb Galliner, eines der Anliegen der Gründung sei es gewesen „jüdisches Leben, jüdische Biographien nicht in einer tradierten, oft ausschließlichen ‚Opferrolle‘ abzubilden“. Grundlage sei gewesen, diesen „einseitigen Blick“ für „die gegebene Komplexität“ aufzubrechen und die Lebendigkeit des Judentums aufzuzeigen. Neben dem Schwerpunkt auf jüdisches Leben in Deutschland ging es auch darum, den heterogenen jüdischen Lebensrealitäten in Israel mit dem Medium Film eine Plattform zu bieten, auch unter Einbezug arabischer und palästinensischer Perspektiven. So wurde beispielsweise die Fernsehserie Avoda Aravit (Arab Labor von Ron Ninio, Israel 2007) auf dem Jüdischen Filmfestival gezeigt. Die Serie basiert auf den Drehbüchern des Journalisten und Romanautors Sayed Kashua, der laut Benjamin Barthe in Le Monde in der satirischen Beschreibung des Alltags eines palästinensischen Bürgers Israels und dessen Familie eigene Erfahrungen als Israeli arabischer Herkunft hat einfließen lassen und somit eine „bissige Sitcom, die sämtliche Tabus durch den Fleischwolf dreht“ realisiert hat.
Oftmals wurden auch Filme gezeigt, die bis dahin noch keinen deutschen Verleih hatten, wie 1999 Zug des Lebens, der daraufhin von Henryk M. Broder in Der Spiegel als „Meisterstück (...), eine Synthese aus Aufklärung und Unterhaltung, Idylle und Horror“ beschrieben wurde. Teilweise gelang es, durch das Zeigen der Filme auf dem Festival einen Verleih zu finden.
Nach einem erkennbaren Zuschauerinteresse im Gründungsjahr wurde das Festival in den folgenden Jahren fortgesetzt und allmählich ausgebaut. 2019 war das Festival auf 50 deutsche und internationale Filme und 14 Spielstätten in Berlin und Brandenburg angewachsen. Die Zukunft des Festivals war mehrmals unsicher, da sich die Finanzierung als schwierig gestaltete. Dabei waren Förderer des Festivals über die Jahre u. a. der Hauptstadtkulturfonds, das Medienboard Berlin-Brandenburg sowie verschiedene externe Sponsoren.

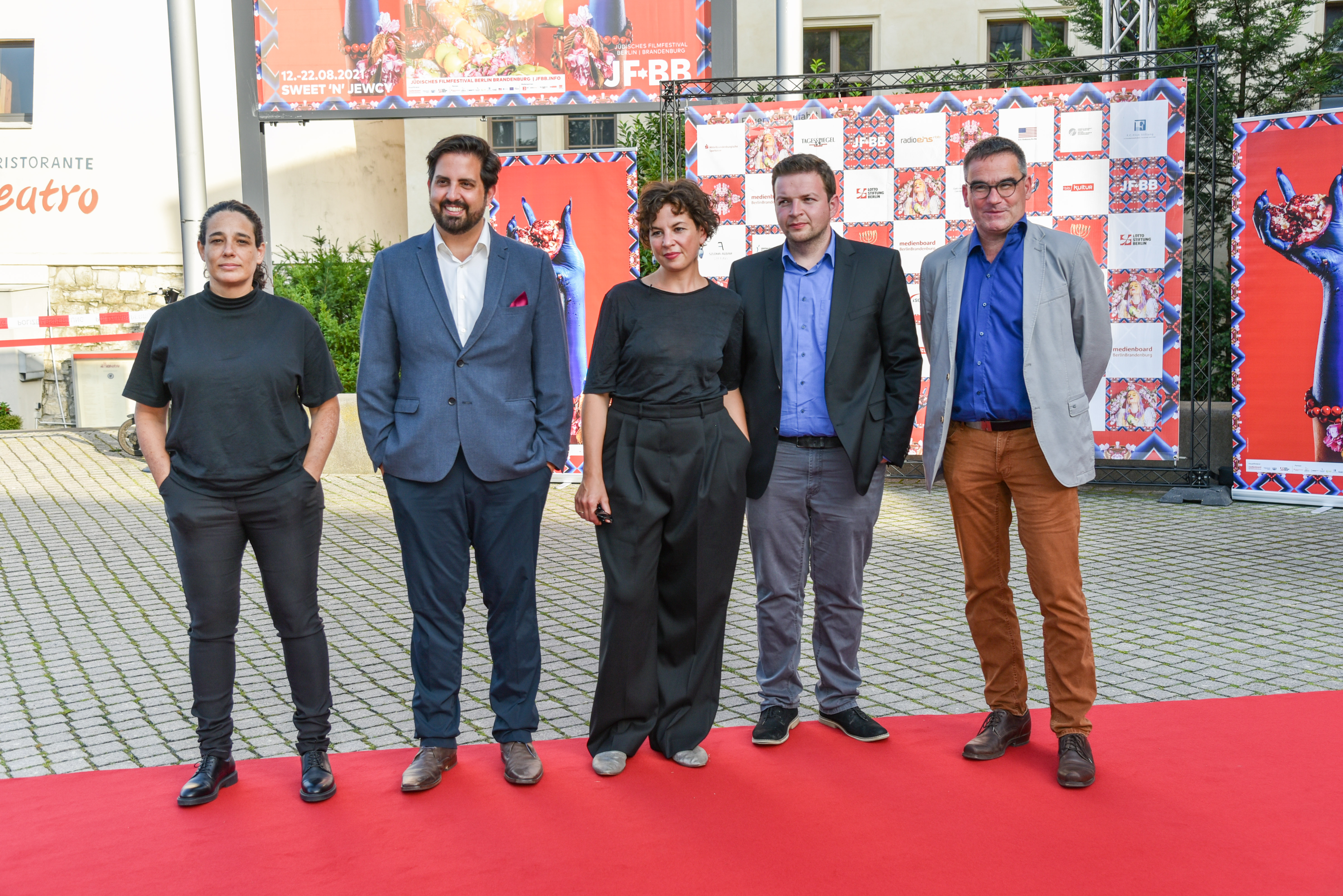
Programmkollektiv im Jahr 2021

Nicola Galliner gab die Leitung des Festivals nach der 26. Auflage im Jahr 2020 ab. Seit 2021 wird das JFBB von den Organisatoren des Filmfestival Cottbus, Andreas Stein und Doreen Goethe, veranstaltet. Zur Organisation, Finanzierung und Durchführung wurde hierbei Ende 2020 die JFBB UG mit Sitz in Cottbus gegründet. Die Filme werden seither für das Filmfestival Berlin Brandenburg (JFBB) von einem Programmkollektiv ausgewählt, das Stand 2021 aus Bernd Buder, Amos Geva, Lea Wohl von Haselberg, Arkadij Khaet und Naomi Levari bestand.

## Veranstaltungsorte
Die zentralen Festivalorte sind Berlin und seit 2011 auch Brandenburg. Die Eröffnung des Festivals wird seit 2011 im Hans Otto Theater in Potsdam veranstaltet. Darüber hinaus finden ganzjährig Aktivitäten im In- und Ausland statt. Neu ab 2022 ist die Verkürzung der Festivaldauer von elf auf sechs Tage. Bis 2020 wechselte das Motto des Festivals jährlich, nach dem Wechsel der Festivalleitung steht das JFBB seit 2022 unter dem Motto Jewcy Movies. 2024 erreichte das Festival einen Besucherrekord von 6000 Zuschauern.

## Inhaltliche Ausrichtung

### Allgemeines
Die Filme des Jüdischen Filmfestivals Berlin Brandenburg sollen die Vielfältigkeit jüdischen Lebens und Alltags abbilden. Ein Schwerpunkt ist dabei das jüdische Leben der Gegenwart und dessen ständiger Wandel – in Deutschland, Israel, Europa und darüber hinaus. Daneben sind auch Tradition und Geschichte jüdischen Lebens ein Thema. Ausgewählte Spiel- und Dokumentarfilme, Mittellang- und Kurzfilme sowie Serien sollen Einblicke in die Vielfalt und Komplexität jüdischer Kultur und Lebensweisen in der Vergangenheit und Gegenwart bieten. Dabei setzt sich das Festival, laut seinem Reglement, gegen Formen von Antisemitismus, Zuschreibungen und Ausgrenzungen ein.
Laut Reglement können Filme eingereicht werden, die sich mit jüdischem Leben und jüdischer Kultur in Geschichte, Gegenwart und Zukunft befassen, in denen jüdische Charaktere und Themen wesentlich die Handlung tragen oder die von jüdischen Filmschaffenden stammen. Bevorzugt werden deutsche Premieren. Die eingereichten Filme sollten vor dem JFBB keinen Kinostart, Fernsehausstrahlung und Streaming-Premiere in Deutschland gehabt haben und relativ aktuell produziert sein.
Der Publizist Henryk M. Broder beantwortete die Frage „was macht einen Film jüdisch?“ in der Festschrift zum zehnjährigen Jubiläum des Jüdischen Filmfestival Berlin folgendermaßen: „Alles, was nicht langweilig ist, ist jüdisch.“ Entgegen aller Vorurteile gibt es laut Broder nur einen Bereich, in dem Juden in der Tat dominieren würden: Es sei „die Unterhaltung, das Showbusiness“. Ein jüdischer Film langweile daher nicht, und wenn der Film gefühlt länger als zehn Minuten dauere, „dann ist es kein jüdischer Film“.
Erster gezeigter Film im Jahr 1995 war Freud Leaving Home in Anwesenheit der dänischen Regisseurin Susanne Bier, die später mit dem Oscar ausgezeichnet wurde. Weitere beispielhafte Filme, die in der Festivalgeschichte gezeigt wurden, waren u. a. 2011 der Dokumentarfilm Wagner & Me mit Stephen Fry, 2014 die Komödie Plötzlich Gigolo von John Turturro, 2016 die Komödie 90 Minuten – Bei Abpfiff Frieden von Eyal Halfon oder 2022 Der Passfälscher von Maggie Peren. Immer wieder werden auch Filme als Weltpremiere gezeigt.

### Wettbewerbe und Sektionen
Im Zentrum des Festivals stehen seit 2021 die beiden Wettbewerbe für den besten Spielfilm sowie den besten Dokumentarfilm. In Erinnerung an den 1999 verstorbenen Regisseur Gershon (Gerhard) Klein stiftet die Familie Klein seit 2002 alljährlich die Gershon-Klein-Preise in den beiden Wettbewerben des JFBB.
Daneben besteht die Sektion „Kino Fermished“, in der außerhalb des Wettbewerbes stehende Filme gezeigt werden. Die Sektion „Serial fresh“ widmet sich neuen Fernsehserien, die von jüdischen Themen handeln.
Des Weiteren gibt es den Programmpunkt Hommagen für einzelne Filmschaffende, historische und politische Reihen und Specials die Geschichte, Gegenwart und Zukunft jüdischen Lebens aufzeigen und diskutieren. So wurde beispielsweise, kuratiert von Frank Stern, 2017 im Filmmuseum Potsdam eine Retrospektive mit Filmen des jüdischen Drehbuchautors, Produzenten und Regisseurs Emeric Pressburger aus dessen Zeit in der Weimarer Republik und später im Londoner Exil gezeigt. Anwesend waren dessen Enkelsöhne Andrew und Kevin Macdonald, die beide als Filmschaffende tätig sind.

## Gäste

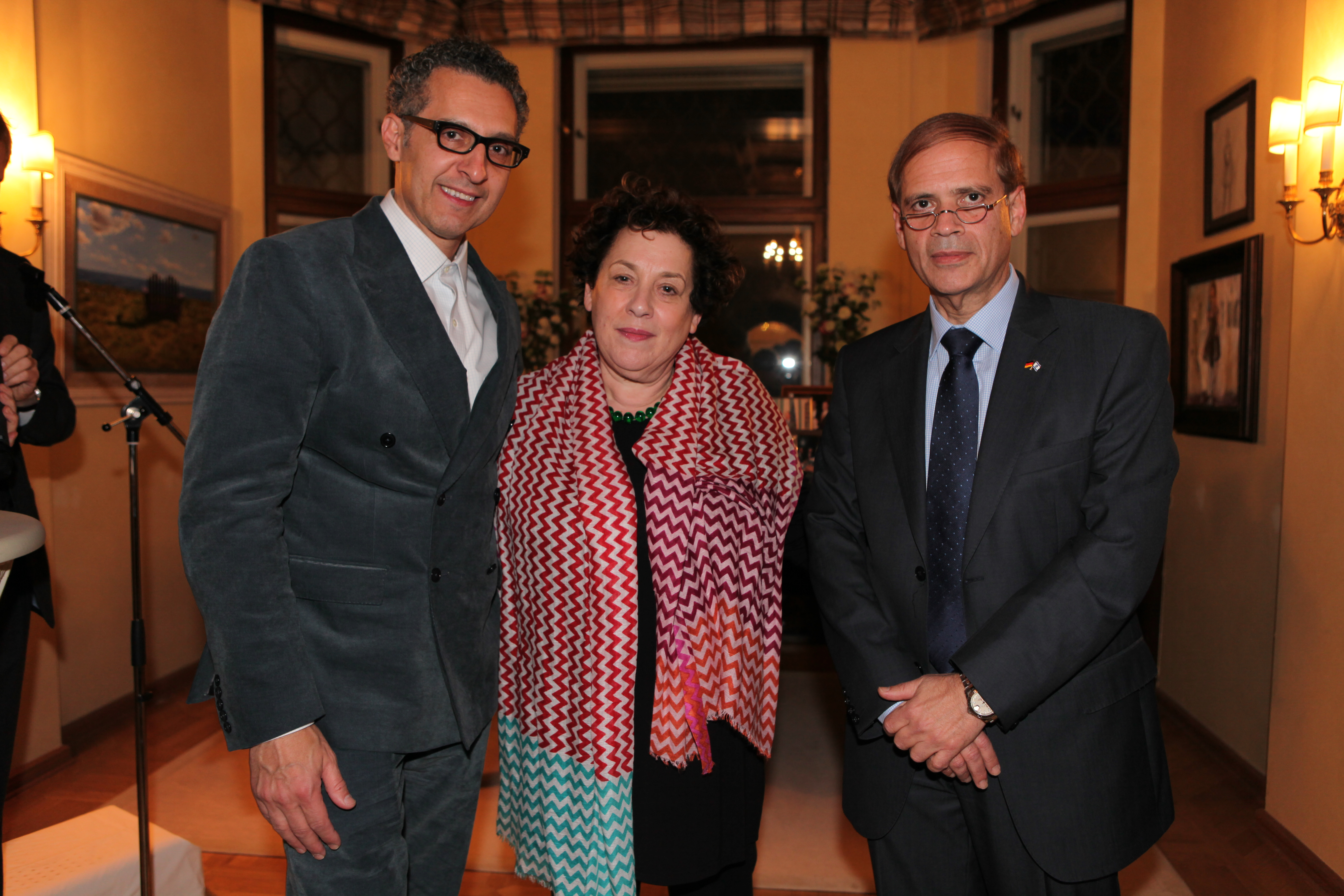
John Turturro, Nicola Galliner und Botschafter Yakov Hadas-Handelsman beim Filmfestival 2014

Zu den Gästen des Festivals zählten in den Jahren 1995 bis 2020 Filmschaffende wie Susanne Bier, Kevin und Andrew Macdonald, Radu Mihăileanu, Michael Ballhaus, Detlev Buck, Edgar Hilsenrath und Volker Schlöndorff, Schauspieler wie Derek Jacobi, John Turturro, Carol Kane und Hanna Schygulla sowie weitere Persönlichkeiten wie Alfred Biolek, Günther Jauch, Alice Shalvi, Amelie Fried, Edgar Hilsenrath und Max Raabe.

### Festivalpaten
Bis zum Jahr 2021 begleiteten Festivalpaten wie z. B. Caroline Peters, Volker Beck, Iris Berben, Benjamin Sadler, Meret Becker und Christian Berkel das Jüdische Filmfestival Berlin Brandenburg.

## Ausgezeichnete Filme
Unter der Festivalleitung von Nicola Galliner wurden bis 2021 Filme in den Kategorien Gerhard-Klein-Publikumspreis, bester israelischer Film des JFBB und bester deutscher Film mit jüdischer Thematik durch eine internationale Fachjury ausgezeichnet. Nachfolgend eine Auswahl:
- 2003 My Architect von Nathaniel Kahn (USA 2003)
- 2004 Watermarks von Yaron Zilberman (Israel/Frankreich/USA 2004)
- 2006 Ushpizin von Gidi Dar (Israel 2004)
- 2007 Five Days von Yoav Shamir (Israel 2005)
- 2008 My father My Lord von Arik Lubetzky und Matti Harari (Israel 2008)
- 2009 Menschliches Versagen von Michael Verhoeven (Deutschland 2008)
- 2010 A Film Unfinished von Yael Hersonski (Israel 2009)
- 2010 Precious Life von Shlomi Eldar (Israel/USA 2010)
- 2011 Gei Oni von Dan Wolman (Israel 2010)
- 2012 Footnote von Joseph Cedar (Israel 2011)
- 2013 Zaytun von Eran Riklis (Israel/Großbritannien/Frankreich 2012)
- 2014 Fragile von Vidi Bilu (Israel 2013)
- 2015 Am Ende ein Fest von Tal Granit und Sharon Mayman (Israel/Deutschland 2014)
- 2016 Dibbuk – Eine Hochzeit in Polen von Marcin Wrona (Polen/Israel 2015)
- 2017 1945 von Ferenc Török (Ungarn 2017)
- 2018 Der Kuchenmacher von Ofir Raul Graizer (Israel/Deutschland 2017)
- 2018 To Dust von Shawn Snyder (USA 2018)
- 2019 Fig Tree von Aäläm-Wärqe Davidian (Frankreich/Israel 2019)
- 2019 Those Who Remained von Barnabás Tóth (Ungarn 2019)
- 2019 There are no Lions in Tel Aviv von Duki Dror (Israel 2019)
- 2020 The End of Love von Keren Ben Rafael (Frankreich/Israel 2019)

### Wettbewerb Spielfilm
Der Preis wird von einer internationalen Jury vergeben und ist mit einem Preisgeld in Höhe von 3000 Euro dotiert.
Regiepreis für den besten Spielfilm
- 2021 The Painted Bird von Vaclav Marhoul (Österreich/Tschechien/Slowakei 2019)
- 2022 Cinema Sabaya von Orit Fouks Rotem (Israel/Belgien 2021)
- 2023 Shttl von Ady Walter (Ukraine/Frankreich 2022)

### Wettbewerb Dokumentarfilm
Das Preisgeld im Wettbewerb Dokumentarfilm liegt bei 3000 Euro.
Regiepreis für den besten Dokumentarfilm
- 2021: Kinder der Hoffnung (OT: Promised Lands) von Yael Reuveny (Deutschland/Israel 2021)
- 2022: Summer Nights von Ohad Milstein (Israel 2021)
- 2023: Knock on the Door von Ohad Milstein und Aya Elia (Israel 2023)
- 2024: Vishniac von Laura Bialis (USA 2023)

### Weitere Wettbewerbe und Preise

#### Preis für den interkulturellen Dialog
Das Preisgeld liegt bei 2000 Euro.
- 2021: Endphase von Hans Hochstöger (Österreich 2020)[45]
- 2022: Eine Frau von Jeanine Meerapfel (Deutschland/Argentinien 2021)
- 2023: Tantura von Alon Schwarz (Israel 2022)
- 2024: Telling Nonie von Paz Schwartz (Israel 2024)

#### Preis zur Förderung des filmischen Nachwuchses
Neu eingeführt im Jahr 2021. Dotiert mit einem Preisgeld in Höhe von 2000 Euro (Stand 2025) und vergeben durch das JFBB-Programmkollektiv.
- 2021: Displaced von Sharon Ryba-Kahn (Deutschland 2020)
- 2022: What Has Changed von Salomon Chekol (Israel 2021)
- 2023: Closed Circuit von Tal Inbar (Israel 2022)
- 2024: Ido Tako, Hauptdarsteller des Films Der verschwundene Soldat  (Israel 2023, Regie: Dani Rosenberg)

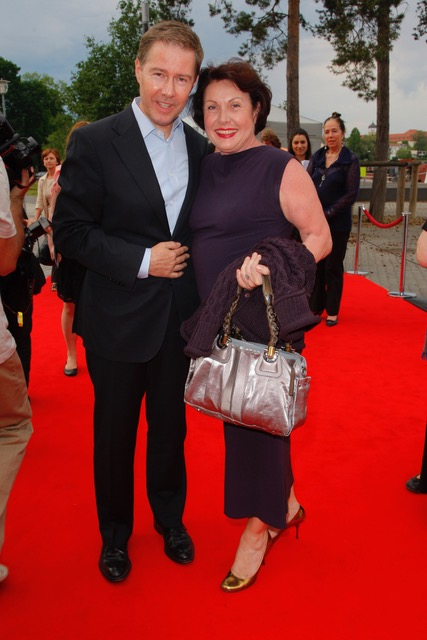
Georgia Tornow und Ulrich Meyer beim JFBB (2011)
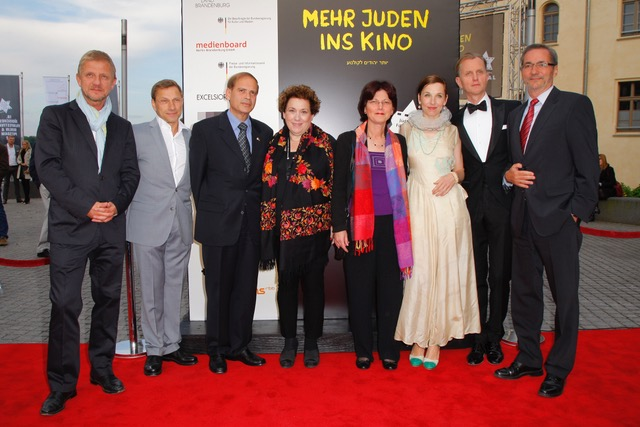
Galaeröffnung des Filmes Max Raabe in Israel mit Max Raabe (2012)
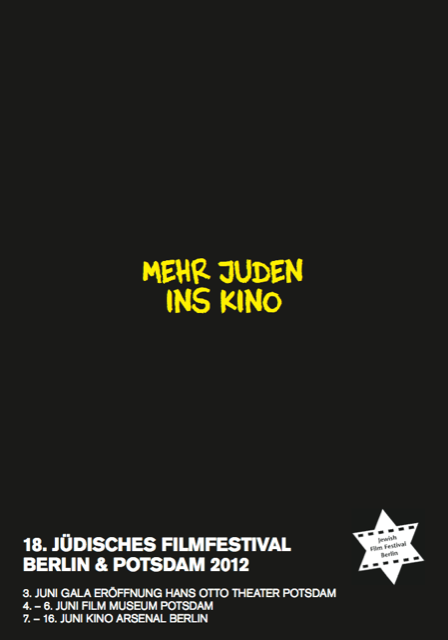
Plakat des JFBB, Entwurf: Daniel Josefsohn (2012)
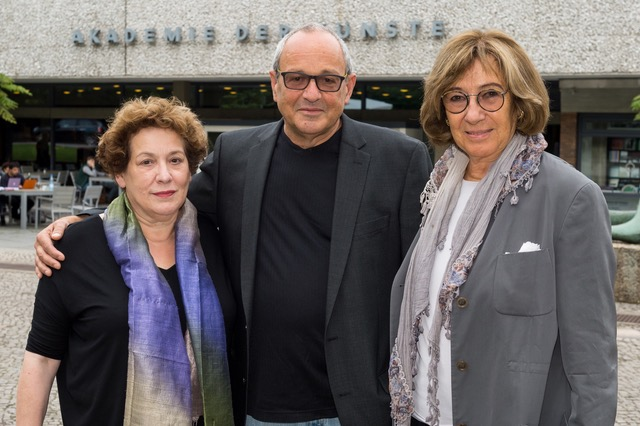
Nicola Galliner, David Fisher und Jeanine Meerapfel (2016)
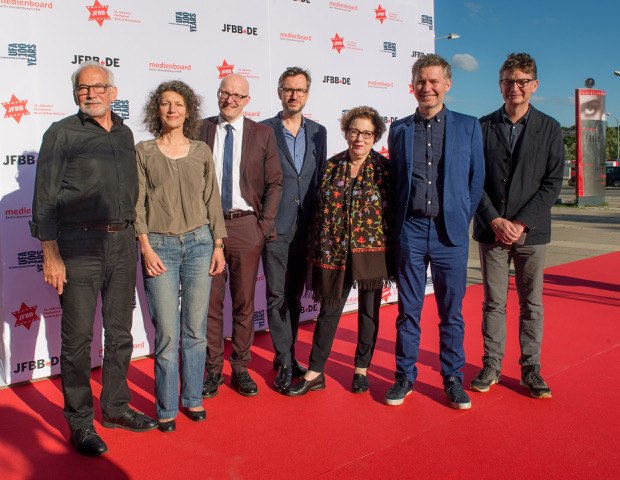
Eröffnung der Sonderreihe ‚100 Jahre UFA – Dem Vergessen entrissen – Hommage an Emeric Pressburger‘ mit dessen Enkelsöhnen Kevin und Andrew Macdonald (beide ganz rechts im Bild) (2017)
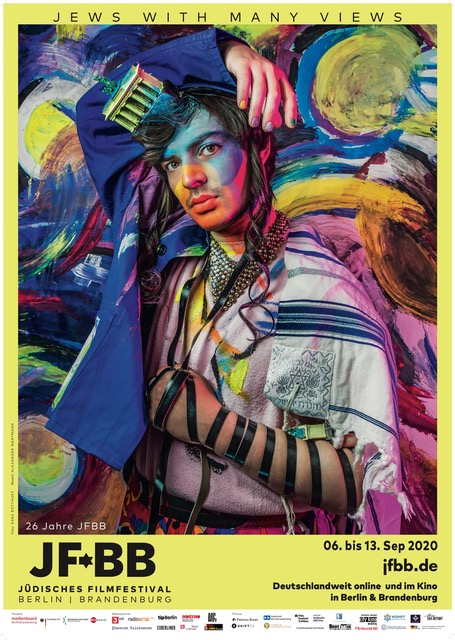
Plakat des JFBB, Entwurf: Esra Rotthoff, abgebildet ist der Schauspieler Alexander Wertmann (2020)

## Literatur

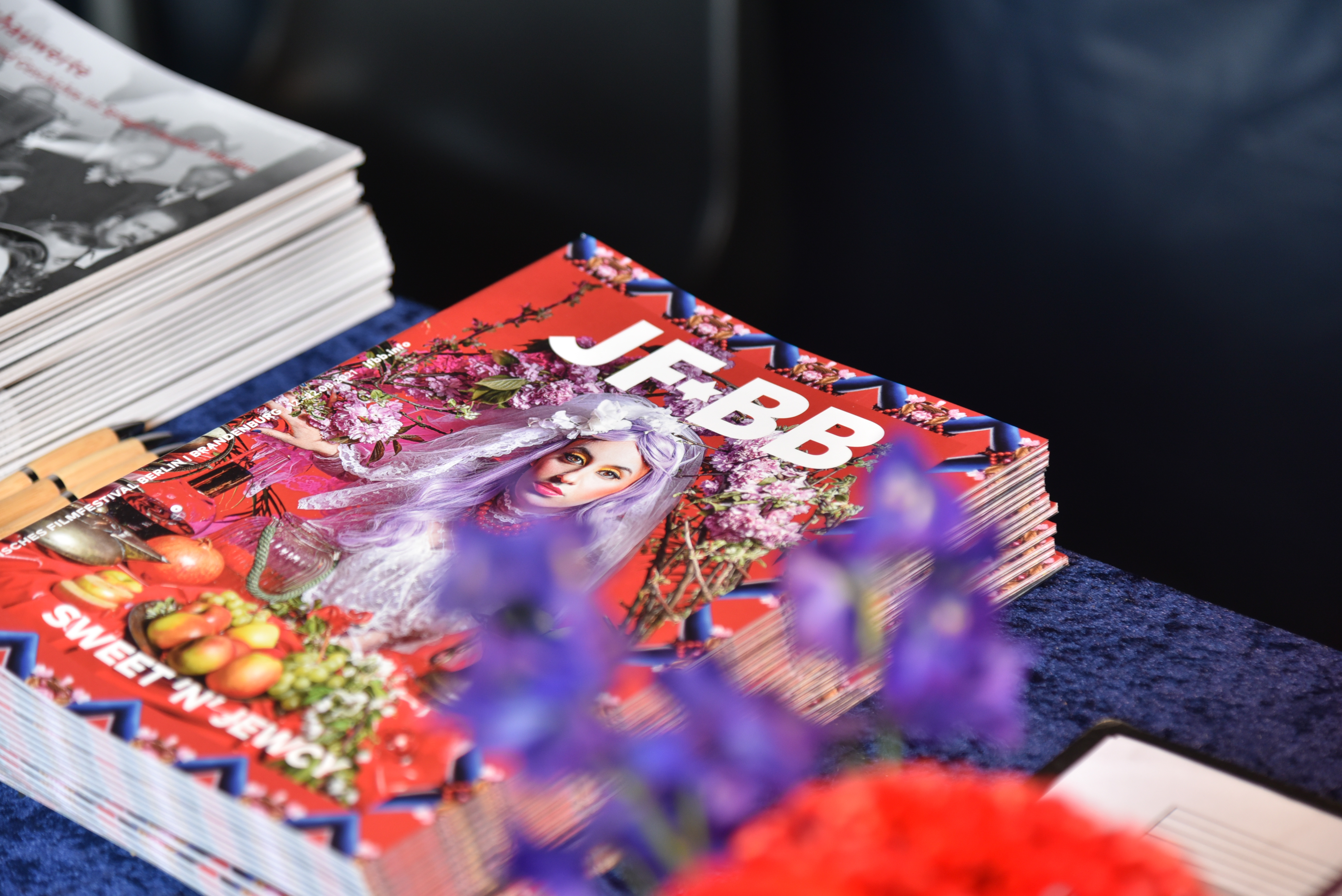
Festivalmagazin des JFBB im Jahr 2021

### Programmhefte
Das JFBB veröffentlichte von 2005 bis 2009 jährlich Programmhefte, die jeweils Beiträge von Unterstützern des Festivals enthielten, beispielsweise von György Dalos, Gertrud Koch, Sylke Tempel und Sergey Lagodinsky.